# Xanthopastis timais
Xanthopastis timais là một loài bướm đêm trong họ Noctuidae.

## Hình ảnh

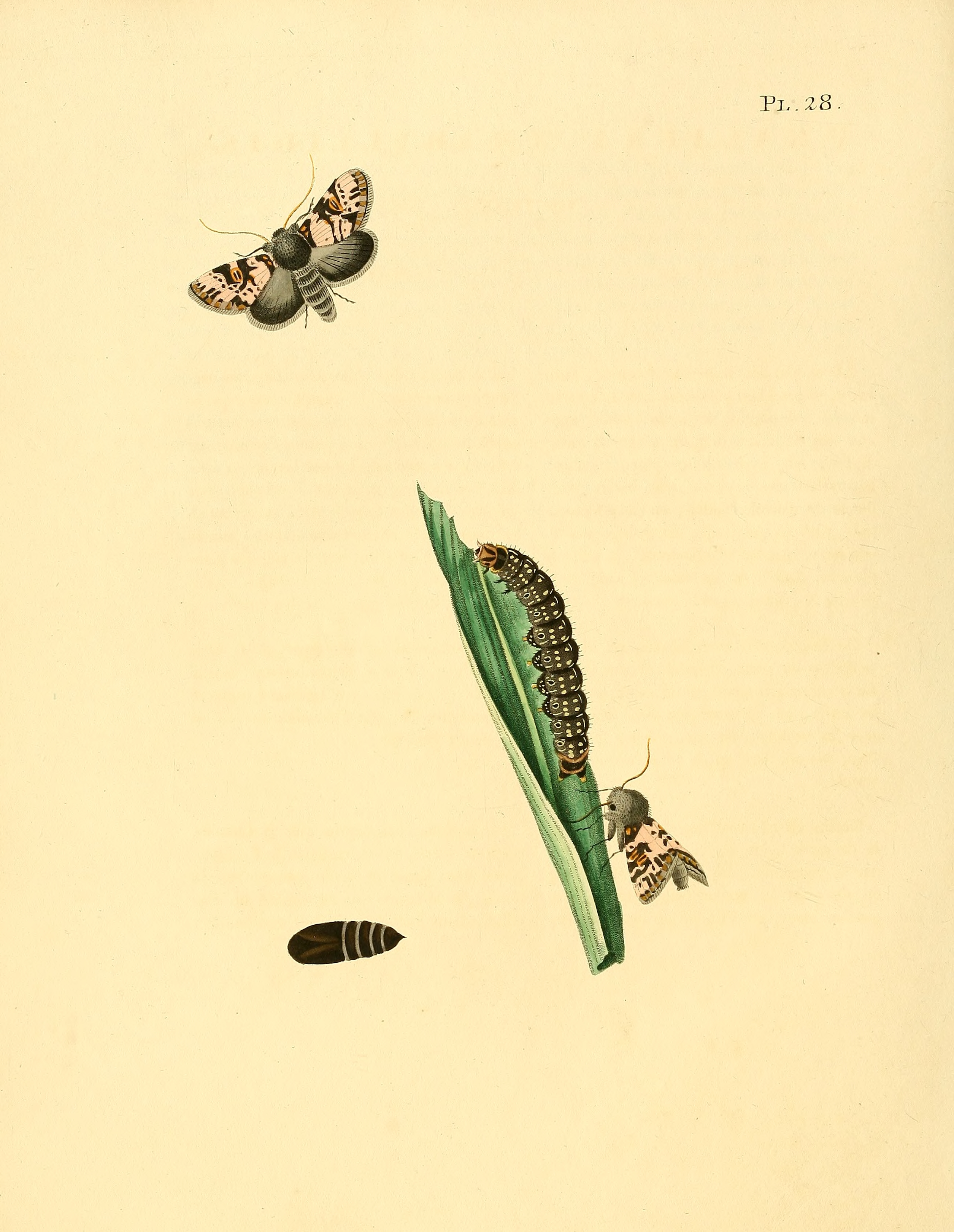
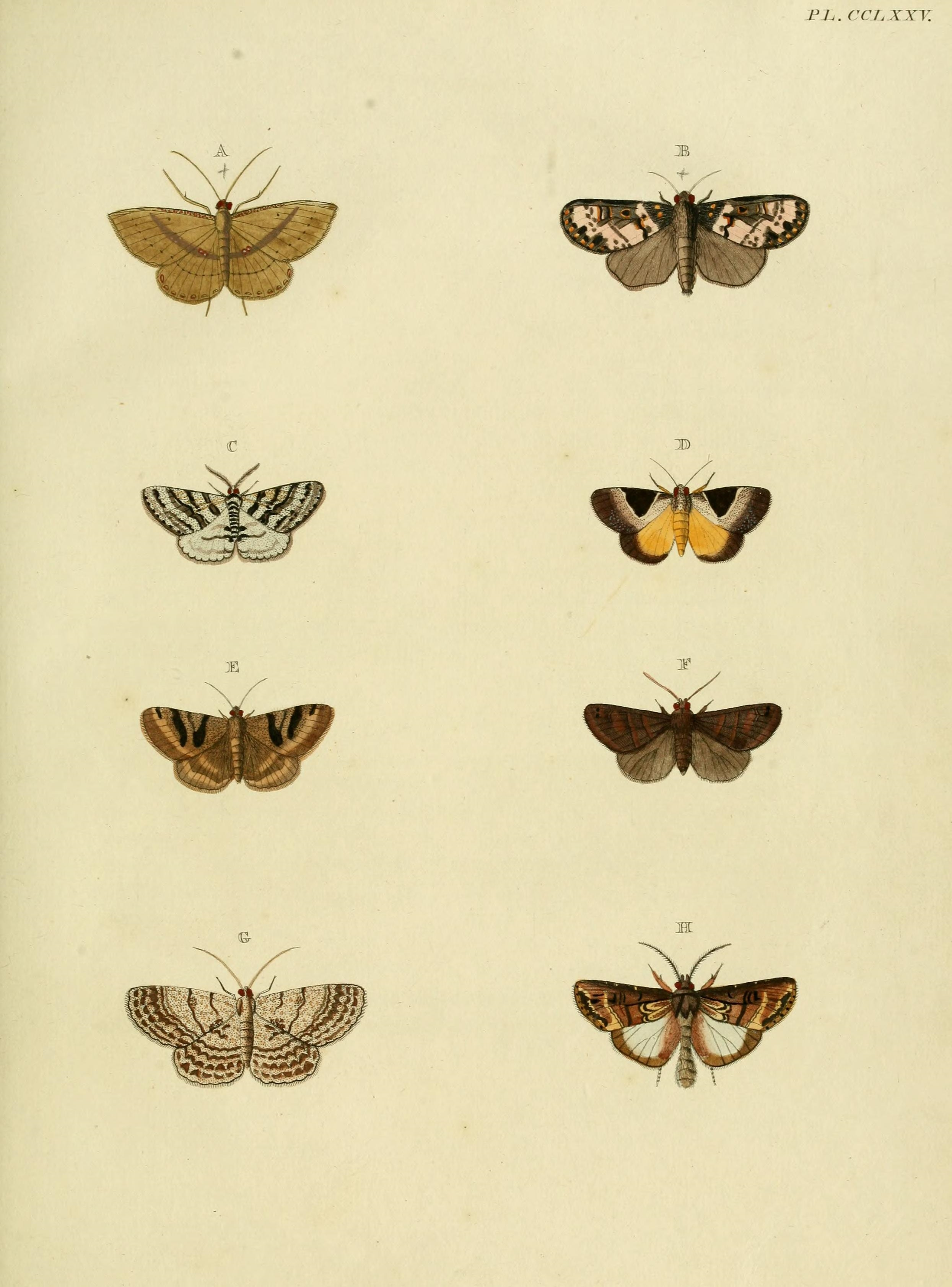